# Relais 4 × 100 mètres masculin aux Relais mondiaux 2024
L'épreuve du relais 4 × 100 mètres masculin des relais mondiaux 2024 se déroule les 4 et 5 mai 2024 au Stade Thomas-Robinson de Nassau aux Bahamas.
Les relais mondiaux déterminent la meilleure équipe de relais mais constituent aussi le tournoi principal de qualification pour les Jeux olympiques de Paris en 2024 : les quatorze meilleures équipes sont retenues, laissant seulement deux équipes qualifiées selon leurs performances 2023-2024.

## Format
Lors du premier tour, les deux premières équipes de chaque série obtiennent un quota olympique pour Paris 2024 (8 équipes) et se qualifient pour la finale des Relais Mondiaux. Le tour de repêchage, qui se déroule lors de la deuxième journée de compétition, est composé de trois séries : les deux premiers de chacune d’entre elles se qualifient pour les Jeux olympiques (6 équipes). La finale, qui réunit chacune les 8 équipes qualifiées lors du premier tour, se déroule en fin de deuxième journée des compétitions.

## Participation
32 équipes sont engagées.
| - Australie - Bahamas - Belgique - Brésil F - Canada - Chine - Colombie - Cuba - Tchéquie - Danemark - République dominicaine | - Espagne - France F - Grande-Bretagne F - Allemagne - Ghana - Italie F - Jamaïque F - Japon F - Kenya - Corée du Sud - Arabie saoudite | - Liberia - Pays-Bas - Nigeria - Pologne - Afrique du Sud F - Suisse - Thaïlande - Trinité-et-Tobago - Turquie - États-Unis F |

F : finaliste aux championnats du monde 2023

## Résultats

### Séries
Les 2 premiers de chaque série se qualifient pour la finale (Q) et pour les Jeux olympiques de 2024 (OQ)
| Rang | Série | Pays                   | Athlètes                                                                                | Temps | Notes         |
| ---- | ----- | ---------------------- | --------------------------------------------------------------------------------------- | ----- | ------------- |
| 1    | 1     | États-Unis             | Courtney Lindsey, Kenneth Bednarek, Kyree King, Noah Lyles                              | 37.49 | Q, WL, OQ, SB |
| 1    | 4     | Japon                  | Hiroki Yanagita, Koki Ueyama, Sota Miwa, Abdul Hakim Sani Brown                         | 38.10 | Q, OQ, SB     |
| 1    | 3     | Canada                 | Jerome Blake, Aaron Brown, Andre De Grasse, Brendon Rodney                              | 38.11 | Q, OQ, SB     |
| 4    | 1     | Italie                 | Roberto Rigali, Marcell Jacobs, Lorenzo Patta, Filippo Tortu                            | 38.14 | Q, OQ, SB     |
| 5    | 4     | Chine                  | Wu Zhiqiang, Yan Haibin, Xie Zhenye, Chen Jiapeng                                       | 38.25 | Q, OQ, SB     |
| 6    | 2     | France                 | Méba-Mickaël Zézé, Jeff Erius, Aymeric Priam, Pablo Matéo                               | 38.32 | Q, OQ, SB     |
| 7    | 2     | Royaume-Uni            | Zharnel Hughes, Nethaneel Mitchell-Blake, Richard Kilty, Eugene Amo-Dadzie              | 38.36 | Q, OQ, SB     |
| 8    | 2     | Trinité-et-Tobago      | Omari Lewis, Kion Benjamin, Jerod Elcock, Eric Harrison                                 | 38.46 | SB            |
| 9    | 2     | Nigeria                | Emmanuel Consider, Udodi Onwuzurike, Alaba Akintola, Seye Ogunlewe                      | 38.47 |               |
| 10   | 3     | Jamaïque               | Bryan Levell, Kadrian Goldson, Ryiem Forde, Sandrey Davison                             | 38.50 | Q, OQ, SB     |
| 11   | 3     | Australie              | Jacob Despard, Calab Law, Joshua Azzopardi, Sebastian Sultana                           | 38.50 |               |
| 12   | 2     | Suisse                 | Pascal Mancini, William Reais, Felix Svensson, Timothé Mumenthaler                      | 38.55 | SB            |
| 13   | 1     | Brésil                 | Rodrigo do Nascimento, Renan Correa, Erik Cardoso, Paulo André Camilo                   | 38.79 | SB            |
| 14   | 1     | Afrique du Sud         | Clarence Munyai, Bayanda Walaza, Akani Simbine, Benjamin Richardson                     | 38.83 | SB            |
| 15   | 1     | Thaïlande              | Natawat Iamudom, Chayut Khongprasit, Soraoat Dapbang, Puripol Boonson                   | 38.87 |               |
| 16   | 3     | Pays-Bas               | Hensley Paulina, Taymir Burnet, Xavi Mo-Ajok, Churandy Martina                          | 38.87 |               |
| 16   | 2     | Pologne                | Marek Zakrzewski, Łukasz Żok, Oliwer Wdowik, Przemysław Słowikowski                     | 38.87 | SB            |
| 18   | 4     | Cuba                   | Edel Amores, Reynaldo Espinosa, Shainer Rengifo, Yaniel Carrero                         | 39.00 |               |
| 19   | 1     | Liberia                | Akeem Sirleaf, Emmanuel Matadi, Jabez Reeves, Joseph Fahnbulleh                         | 39.07 |               |
| 20   | 4     | République dominicaine | Christopher Valdez, Franquelo Pérez, Melbin Marcelino, José González                    | 39.08 | =SB           |
| 21   | 4     | Arabie saoudite        | Abdullah Abkar Mohammed, Nasser Mahmoud Mohammed, Mohamed Daoud, Abdulaziz Abdui Atafi  | 39.18 | =SB           |
| 22   | 4     | Colombie               | Carlos Florez, Jhonny Rentería, Neiker Abello, Carlos Andrés Palacios                   | 39.20 |               |
| 23   | 1     | Corée du Sud           | Simon Lee (de), Kim Kuk-young, Lee Jae-seong, Ko Seung-hwan (de)                        | 39.25 | SB            |
| 24   | 1     | Bahamas                | Samson Colebrooke, Samalie Farrington, Carlos Brown Jr., Ian Kerr (de)                  | 39.27 |               |
| 25   | 1     | Tchéquie               | Zdeněk Stromšík, Jan Veleba, Jan Jirka, Ondřej Macík                                    | 39.31 | SB            |
| 26   | 2     | Espagne                | Sergio López, Arnau Monné, Daniel Rodríguez Serrano (es), Guillem Crespi                | 39.35 | SB            |
| 27   | 4     | Kenya                  | Mark Otieno Odhiambo, Hesborn Oduor Ochieng, Meshack Kitsubuli Babu, Ferdinand Omanyala | 39.38 |               |
| 28   | 3     | Danemark               | Rasmus Thornbjerg Klausen, Tobias Larsen, Frederik Schou-Nielsen, Kojo Musah            | 39.82 |               |
| 29   | 2     | Turquie                | Emre Zafer Barnes, Batuhan Altıntaş, Kayhan Özer, Oğuz Uyar                             | 40.04 | SB            |
|      | 3     | Allemagne              | Yannick Wolf, Joshua Hartmann, Lucas Ansah-Peprah, Kevin Kranz                          | DNF   |               |
|      | 3     | Belgique               | Antoine Snyders, Ward Merckx, Kobe Vleminckx, Valentijn Hoornaert                       | DQ    |               |
|      | 1     | Ghana                  | Ibrahim Fuseini, Isaac Botsio, Benjamin Azamati-Kwaku, Joseph Amoah                     | DQ    |               |

### Tours de repêchage
Les 2 premiers de chaque série se qualifient pour les Jeux olympiques de 2024 (OQ)
| Rang | Athlètes                                                                                             | Pays                   | Temps | Série | Notes |
| ---- | --- | ---------------------- | ----- | ----- | ----- |
| 1    | Bayanda Walaza, Benjamin Richardson, Bradley Botshelo Nkoana, Akani Simbine                          | Afrique du Sud         | 38.08 | 3     | OQ    |
| 2    | Ibrahim Fuseini, Isaac Botsio, Benjamin Azamati, Joseph Amoah                                        | Ghana                  | 38.29 | 2     | OQ    |
| 3    | Sebastian Sultana, Jacob Despard, Calab Law, Joshua Azzopardi (en)                                   | Australie              | 38.46 | 3     | OQ    |
| 4    | Kevin Kranz, Lucas Ansah-Peprah, Robin Ganter, Yannik Wolf (es)                                      | Allemagne              | 38.57 | 1     | OQ    |
| 5    | Udodi Onwuzurike, Emmanuel Ekanem Consider, Alaba Akintola, Karlington Anunagba                      | Nigeria                | 38.57 | 2     | OQ    |
| 6    | Akeem Sirleaf, Emmanuel Matadi, Jabez Reeves (de), Joseph Fahnbulleh                                 | Liberia                | 38.65 | 1     | OQ    |
| 7    | Enrico Güntert (de), Timothé Mumenthaler, Felix Svensson (de), William Reais                         | Suisse                 | 38.65 | 1     |       |
| 8    | Rodrigo do Nascimento, Renan Gallina, Erik Cardoso, Paulo André de Oliveira                          | Brésil                 | 38.72 | 1     |       |
| 9    | Marek Zakrzewski, Przemysław Słowikowski, Łukasz Żok (de), Oliwer Wdowik (de)                        | Pologne                | 38.86 | 1     |       |
| 10   | Neiker Abello (de), Carlos Flórez (de), Carlos Palacios (de), Óscar Baltán (de)                      | Colombie               | 39.04 | 3     |       |
| 11   | Mark Odhiambo, Mike Nyang'au, Meshack Kitsubuli Babu, Ferdinand Omanyala                             | Kenya                  | 39.15 | 3     |       |
| 12   | Christopher Valdez (de), José González, Melbin Marcelino, Franquelo Perez                            | République dominicaine | 39.16 | 2     |       |
| 13   | Kim Kuk-young, Lee Jae-seong (de), Ko Seung-hwan (de), Taehyo Kim                                    | Corée du Sud           | 39.17 | 2     |       |
| 14   | Zdeněk Stromšík, Jan Veleba, Jan Jirka, Ondřej Macík                                                 | Tchéquie               | 39.20 | 1     |       |
| 15   | Samson Colebrooke, Samalie Farrington, Carlos Brown Jr., Ian Kerr                                    | Bahamas                | 39.21 | 3     |       |
| 16   | Reynaldo Espinosa, Edel Amores (de), Yaniel Carrero, Shainer Reginfo                                 | Cuba                   | 39.39 | 1     |       |
| 17   | Natawat Iamudom (de), Soraoat Dapbang (de), Chayut Khongprasit (de), Thawatchai Himaiad (de)         | Thaïlande              | 39.41 | 2     |       |
| 18   | Arnau Monné (es), Guillem Crespi, Daniel Rodríguez (de), Sergio López (de)                           | Espagne                | 39.51 | 3     |       |
| 19   | Mohamed Daoud Abdullah (de), Nasser Mahmoud Mohammed, Abdulaziz Abdui Atafi, Abdullah Abkar Mohammed | Arabie saoudite        | 39.58 | 2     |       |
| 20   | Aykut Ay (tr), Kayhan Özer, Batuhan Altıntaş, Oğuz Uyar (de)                                         | Turquie                | 39.76 | 2     |       |
|      | Rasmus Thornbjerg Klausen, Kojo Musah, Simon Hansen, Frederik Schou-Nielsen                          | Danemark               | DNF   | 1     |       |
|      | Xavi Mo-Ajok, Taymir Burnet, Hensley Paulina, Onyema Adigida (de)                                    | Pays-Bas               | DQ    | 2     |       |
|      | Kobe Vleminckx, Ward Merckx (nl), Antoine Snyders, Simon Verherstraeten                              | Belgique               | DNF   | 3     |       |
|      | Jerod Elcock, Kion Benjamin, Eric Harrison, Omari Lewis (de)                                         | Trinité-et-Tobago      | DNF   | 3     |       |

### Finale
| Rang               | Pays            | Athlète                                                               | Temps   | Notes |
| ------------------ | --------------- | --------------------------------------------------------------------- | ------- | ----- |
| Médaille d'or      | États-Unis      | Courtney Lindsey, Kenneth Bednarek, Kyree King, Noah Lyles            | 37 s 40 | WL    |
| Médaille d'argent  | Canada          | Brendon Rodney, Andre De Grasse, Aaron Brown, Jerome Blake            | 37 s 89 | SB    |
| Médaille de bronze | France          | Méba-Mickaël Zézé, Jeff Erius, Aymeric Priam, Pablo Matéo             | 38 s 44 |       |
| 4                  | Japon           | Shoma Yamamoto, Hiroki Yanagita, Koki Ueyama, Sota Miwa               | 38 s 45 |       |
| 5                  | Grande-Bretagne | Richard Kilty, Nethaneel Mitchell-Blake, Jona Efoloko, Zharnel Hughes | 38 s 45 |       |
| 6                  | Chine           | Wu Zhiqiang, Deng Zhijian, Yan Haibin, Chen Jiapeng                   | 38 s 75 |       |
| 7                  | Jamaïque        | Bryan Levell, Kadrian Goldson, Ryiem Forde, Sandrey Davison           | 38 s 88 |       |
|                    | Italie          | Roberto Rigali, Marcell Jacobs, Lorenzo Patta, Filippo Tortu          | DQ      |       |

## Légende
Records et Performances
- AR : Record continental (area record)
- CR : Record des championnats (championship record)
- MR : Record du meeting (meet record)
- NR : Record national (national record)
- OR : Record olympique (olympic record)
- PR : Record paralympique (paralympic record)
- PB : Record personnel (personal best)
- SB : Meilleure performance personnelle de la saison (season's best)
- WL : Meilleure performance mondiale de l'année (world leader)
- WJR : Record du monde junior (world junior record)
- WR : Record du monde (world record)

Circonstances et Conditions
- DNF : N'a pas terminé (did not finish)
- DNS : N'a pas pris le départ (did not start)
- DQ : Disqualification (disqualification)
- NM : Aucun essai valable enregistré (No Mark)
- Q : Qualifié « directement » au prochain tour (ou à la prochaine compétition), lors d'une compétition majeure, grâce au classement ou à la réalisation des minima (automatic qualifier)
- q : Qualifié au prochain tour (ou à la prochaine compétition), lors d'une compétition majeure, grâce au repêchage ou à la réalisation de l'une des meilleures performances parmi celles des « non qualifiés directement » (grâce au meilleur temps ou à la meilleure distance par exemple) (secondary qualifier)